# Kyal Marsh
Kyal Marsh es un actor australiano, más conocido por haber interpretado a Boyd Hoyland en la serie Neighbours.

## Biografía
Kyal nació en Clare, Australia del Sur y se mudó a Melbourne junto con su familia cuando apenas tenía 1 año. 
Es hijo de Terry y Karen Marsh, su hermana menor Cobi Marsh, participó en la tercera temporada de Australia's Next Top Model.
Asistió al Wesley College en Melbourne, una escuela privada pero la abandonó a los 16 años. Vivió con su antiguo compañero en Neighbours, Ben Nicholas mientras buscaba trabajo en el Reino Unido. 
Del 2006 al 2007 salió con Jessica "Jess" Zukerman, una estudiante universitaria, a quien conoció en una fiesta. 
Salió con la actriz Megan Harrington, quien interpretó a Heather Green en Neighbours. Desde el 2007 sale con Charlotte Jackson.

## Carrera
Kyal ha modelado para los catálogos australianos K-Mart, Target y Fossey's. En el 2000 hizo un comercial para Shell cuando apenas tenía 13 años.
El 5 de junio de 2002 obtuvo su primer papel como actor cuando se unió a la aclamada serie australiana Neighbours donde interpretó a Boyd Hoyland, el nieto de Rosie Hoyland y hermano de Summer Hoyland, hasta el 3 de agosto de 2007, luego de que Boyd decidiera mudarlse a Pourt Douglas con su amiga Sky Mangel.
En septiembre del 2007 se anunció que Kyal se uniría al elenco de la segunda temporada del reality show Cirque De Celebrite, el cual ganó el 9 de diciembre del mismo año.
En el 2010 apareció en la exitosa serie australiana Home and Away, donde interpretó a Pierce Campbell, el primo de Geoff y Annie Campbell, sin embargo el personaje nunca apareció.

## Filmografía
Series de televisión
| Año         | Título     | Personaje    | Notas         |
| ----------- | ---------- | ------------ | ------------- |
| 2002 - 2007 | Neighbours | Boyd Hoyland | 346 episodios |

Apariciones
| Año  | Programa            | Notas                        |
| ---- | ------------------- | ---------------------------- |
| 2007 | Cirque de Celebrite | Ganó - 10 episodios          |
| 2006 | Sex, Lies & Soaps   | episodios School Years & Sex |

## Premios y nominaciones
| Año  | Categoría                                    | Premio                      | Serie      | Resultado |
| ---- | -------------------------------------------- | --------------------------- | ---------- | --------- |
| 2007 | Wedding Shock (junto a Eliza Taylor-Cotter ) | All About Soap Bubble Award | Neighbours | Nominados |